# تشارلز إتش. ماسون
تشارلز إتش. ماسون هو سياسي أمريكي، ولد في 1830 في فورت واشنطن في الولايات المتحدة، وتوفي في 29 يوليو 1859 في أولمبيا في الولايات المتحدة.